# Alessandro Proni

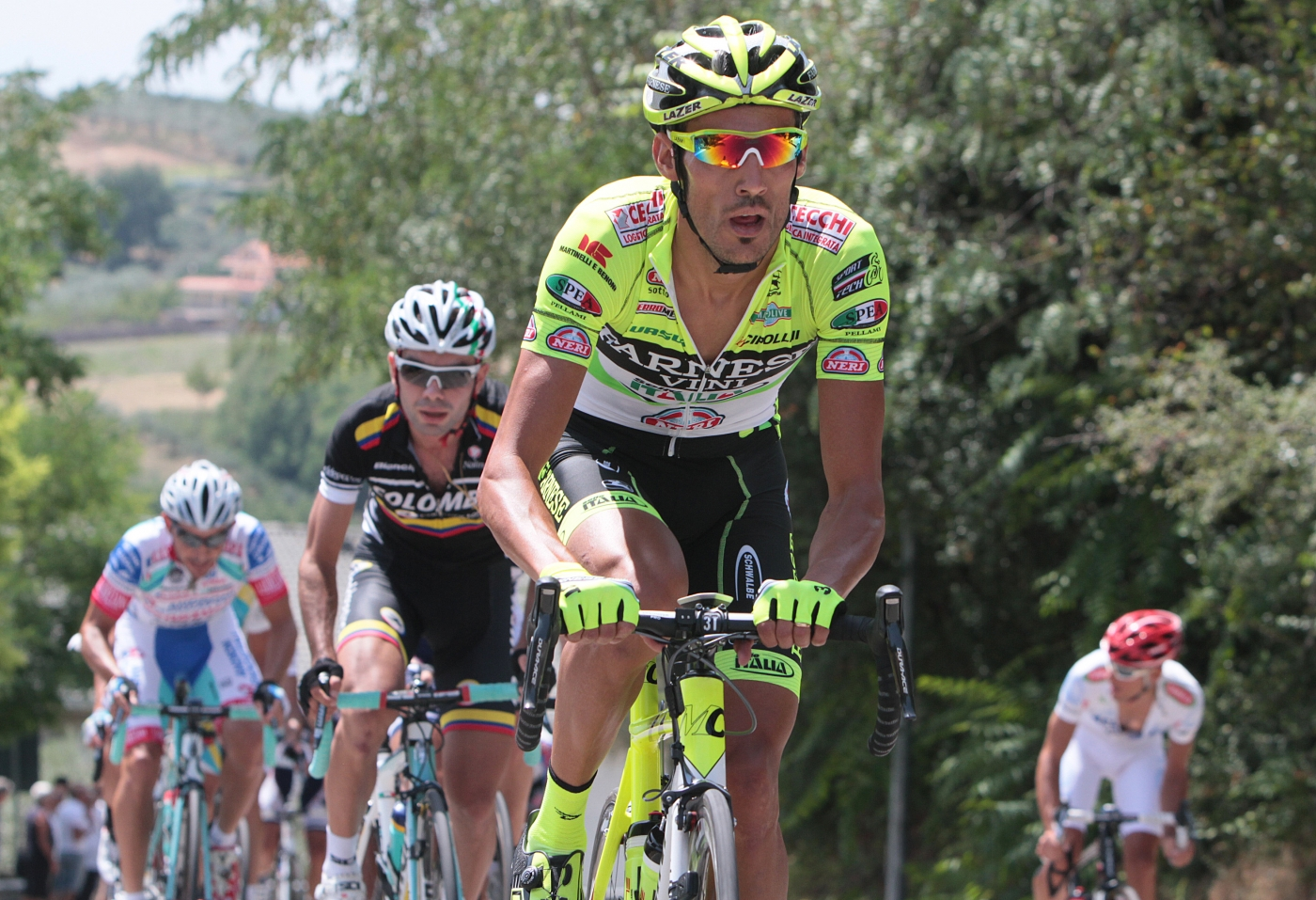
Alessandro Proni

Alessandro Proni (* 28. Dezember 1982) ist ein ehemaliger italienischer Radrennfahrer.

## Karriere
Alessandro Proni konnte 2004 einen Abschnitt des U23-Etappenrennens Giro di Toscana gewinnen. Daraufhin fuhr er bei der Mannschaft Formaggi Pinzolo Fiavè als Stagiaire. 2007 bis 2008 ging Proni für das belgische ProTeam Quick Step-Innergetic an den Start und gewann die dritte Etappe der Tour de Suisse 2007 als Solosieger. Im Jahr 2013 bestritt er den Giro d’Italia 2013 und wurde 88. Nach Ablauf der Saison 2013 beendete er seine Karriere.
Im Zuge der Dopingermittlungen der Staatsanwaltschaft von Padua geriet er Ende 2014 in den Verdacht, Kunde des umstrittenen Sportmediziners Michele Ferrari gewesen zu sein.

## Erfolge
2004
- eine Etappe Giro di Toscana (U23)

2007
- eine Etappe Tour de Suisse

2009
- Mannschaftszeitfahren Settimana Internazionale

## Teams
- 2007 Quick Step-Innergetic
- 2008 Quick Step
- 2009 ISD-Neri
- 2010 Acqua & Sapone-D’Angelo & Antenucci (ab 01.08.)
- 2011 Acqua & Sapone
- 2012 Farnese Vini-Selle Italia (ab 01.07.)
- 2013 Vini Fantini-Selle Italia